# Roberto I de Normandía
Roberto I de Normandía (Ruan, 22 de junio de 1004-Bahçelievler, Imperio Bizantino, 3 de julio de 1035), llamado el Magnífico o el Liberal, o el Diablo, duque de los normandos desde agosto de 1027 hasta su muerte. Padre de Guillermo el Conquistador.
El historiador L. Musset describe a Roberto el Magnífico como «un hombre de personalidad violenta, ruda y difícil», al punto de que a veces se considera que en él se inspiró el personaje legendario Robert le Diable (Roberto el Diablo). Su mala reputación proviene en parte de su posible implicación en la muerte de su hermano, lo que le permitió ascender al trono de Normandía.

## Política interior

### La toma del poder
Era hijo de Ricardo II de Normandía y de Judit de Bretaña. En 1026, a la muerte de su padre, mientras su hermano mayor Ricardo III heredaba el ducado, él fue hecho conde de Hiémois. Ese año, o el siguiente, se rebeló contra el nuevo duque, que se presentó con su ejército delante del castillo de Falaise donde se atrincheraba el rebelde, que se rindió y sometió a su hermano. En agosto de 1027, sin embargo, Ricardo III murió envenenado y de inmediato Roberto tomó el poder, tras separar de la sucesión a Nicolás, hijo ilegítimo del difunto . Guillermo de Jumièges no ofrece el nombre del envenenador; Wace, en cambio, no duda en acusar a Roberto, pero de su culpabilidad no existe más que ese indicio. En todo caso, Roberto fue el que más se benefició de la muerte de su hermano.
En 1027/1028 debió hacer frente a una serie de rebeliones, posiblemente debido a la forma en que había tomado el poder, o porque su intención era gobernar Normandía con mano de hierro. Debió ir a sitiar el castillo de Alenzón, donde se rebeló Guillermo I de Bellême: el rebelde se rindió, pero igual fue obligado a presentarse ante el duque con una silla de montar en la espalda. En la misma época, el obispo Hugo de Bayeux se puso a reclutar soldados de Francia para hacer de su castillo de Ivry un foco de resistencia. Roberto se presentó delante de Ivry antes de que el obispo hubiera regresado de Francia, por lo que el prelado debió exiliarse a cambio de un salvoconducto para los fieles que dejara en el castillo, sin poder regresar a su patria antes de 1032.

### Conflicto con la Iglesia

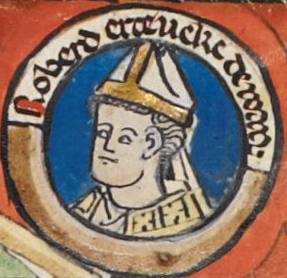
Roberto el Danés, arzobispo de Ruan y conde de Évreux.

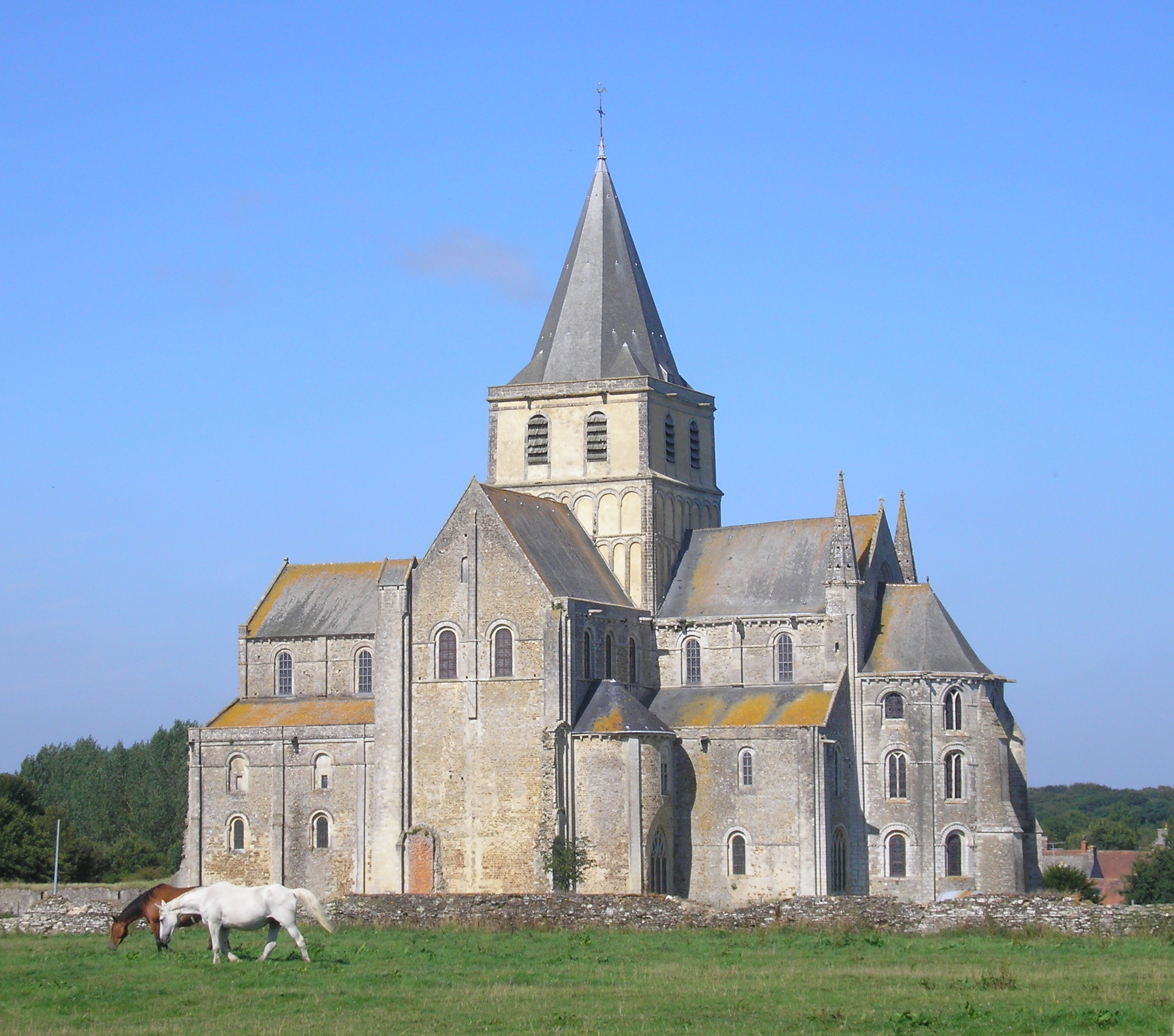
Abadía de Cerisy.

Si bien su padre Ricardo el Bueno se había mostrado generoso con la Iglesia, el que Roberto el Magnífico tomara tierras de las abadías y catedrales para distribuir entre los nobles más jóvenes, a propósito de recompensarlos y mantenerlos en su alianza, lo llevó a entrar en conflicto con Roberto el Danés, arzobispo de Ruan. Este era uno de los personajes más importantes, habida cuenta de que, además de primado de los normandos, era conde de Évreux. El duque asedió al arzobispo donde este se había hecho fuerte, su castillo de Évreux, y el prelado, después de un primer intento de resistencia, prefirió entrar en negociaciones. Luego decidió exiliarse en la corte francesa del rey Roberto el Piadoso, desde donde dictó la excomunión de su sobrino y puso a Normandía bajo interdicto. Esas sanciones tuvieron efecto, ya que Roberto convocó al arzobispo y lo restauró en todos sus títulos y feudos. La reconciliación parece haber tenido lugar ya en 1028.
El conflicto entre el duque y el arzobispo parece marcar un punto de inflexión en la política religiosa de Roberto el Magnífico. Roberto el Danés recuperó su alta posición en la corte y habría convencido a su sobrino de que era indispensable mantenerse en buenas relaciones con la Iglesia.
Roberto firmó cartas de confirmación o de restitución de las tierras a la catedral de Ruan y las abadías de Fécamp y Saint-Wandrille, entre otras comunidades religiosas. También fundó monasterios: en primer lugar, la abadía de Cerisy (12 de noviembre de 1032), en el oeste de Normandía, una región que había sufrido los ataques vikingos y desprovista de monasterios a no ser por la abadía del monte Saint-Michel. En enero de 1035 refundó en el Sena Marítimo la abadía de Montivilliers, donde reemplazó a los monjes por monjas, convirtiéndolo así en el primer convento de mujeres de Normandía. Asimismo, su ejemplo fue seguido por varios de sus vasallos: para la misma época Onfroi de Vieilles fundó la abadía de Saint-Pierre de Préaux y el caballero Herluin la abadía de Bec.

## Política exterior

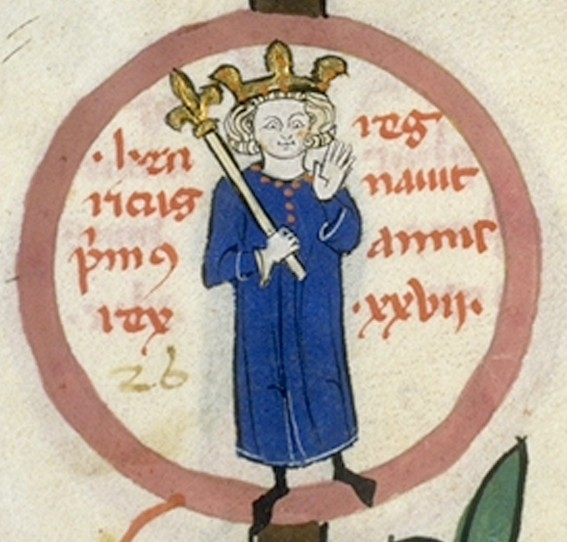
Enrique I de Francia.

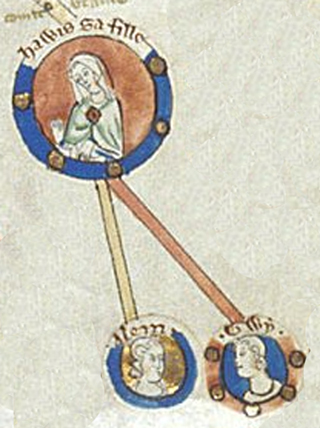
Havoise de Normandía et sus hijos Alan III y Eudes de Penthièvre.

### Socorro al rey de Francia y al conde de Flandes
Hacia 1030, Roberto llevó a cabo una invasión de Flandes y repuso al conde Balduino IV en el poder, del que había sido desposeído por su hijo Balduino V. Asimismo, en 1031, el rey Enrique I fue destronado por su hermano menor Roberto, y debió abandonar París para buscar refugio en el ducado de Normandía, desde donde Roberto envió una fuerza armada contra Francia, que venció a los rebeldes y retauró a Enrique en el trono. A cambio, poco después el duque recibió la soberanía sobre parte del Vexin francés.

### Expedición a Inglaterra
En 1034, a diferencia de su padre, Roberto el Magnífico tomó la decisión de intervenir en los asuntos ingleses a favor de sus primos exiliados -Eduardo el Confesor y Alfredo Atheling-. Primero envió una embajada a Canuto el Grande para exigirle la entrega del reino a los hijos del difunto rey Etelredo y Emma de Normandía. Es claro, el rey danés se negó rotundamente, así que Roberto convocó a los grandes del ducado y mandó construir una flota para invadir Inglaterra. Las naves, llenas de hombres, armas y víveres se reunieron en Fécamp, solo para zarpar y encontrar una tempestad en medio del Canal, que los desvió hacia la isla de Jersey. De manera que los normandos no consiguieron conquistar Inglaterra, lo que recién conseguiría Guillermo, hijo de Roberto, a partir del otoño de 1066.

### Soberanía sobre Bretaña
Después de consolidar su poder en Normandía, Roberto entró en conflicto con Bretaña, que estaba bajo soberanía normanda desde 1008, cuando el poder había pasado a la condesa madre, Havoise de Normandía. Como el conde Alan III de Bretaña intentara emanciparse de los normandos, Roberto construyó un castillo en la frontera, desde donde comenzó un ataque por tierra, apoyado por una flota que al mismo tiempo saqueaba la costa bretona. La respuesta del conde de Bretaña fue una invasión en el Avranchin, pero los normandos derrotaron a los bretones en una batalla y Alan más tarde debió reconocerse vasallo de Roberto.

## Muerte y sucesión
A fines de 1034, el duque tomó la decisión de hacer la peregrinación a Jerusalén: muchos historiadores han visto en esto un acto de penitencia por el asesinato de Ricardo III; sin embargo, la peregrinación a Tierra Santa ya estaba muy de moda en los rangos más altos de la nobleza feudal. Lo cierto es que la ausencia del duque ponía en riesgo al ducado y, por otra parte, en caso de morir durante el viaje, no estaba establecida la sucesión.
El 13 de enero de 1035, por convocatoria del duque, se reunió una asamblea de barones en Fécamp: el arzobispo Roberto, los obispos de la provincia y demás grandes reconocieron como heredero y juraron fidelidad a Guillermo, hijo de Roberto, que entonces tenía unos siete años. Los barones tal vez aceptaron con reticencia al heredero elegido por Roberto, ya que se trataba de un hijo ilegítimo. Sin embargo, la costumbre era que el ducado pasara de padre a hijo, y Guillermo era su único hijo varón –cierto que el duque no había respetado la costumbre cuando reemplazó en el trono a su sobrino Nicolás.
De suerte que el duque, tras dejar a su hijo bajo la custodia del rey Enrique, partió hacia los Santos Lugares a principios de año en compañía de algunos barones, entre ellos Drogo de Mantes, por tierra, a propósito de visitar Roma, después de lo cual el emperador Miguel IV lo recibió en Constantinopla. Roberto llegó a Jerusalén, pero murió en el verano de 1035, en Nicea, durante su viaje de retorno.
Su temprana muerte sumergió al ducado en una larga anarquía y guerra civil (1037-1047), que recién encontraría solución en la batalla de Val-ès-Dunes.

## Familia y descendencia
De Arlette de Falaise, su esposa a la manera danesa –concubinato a ojos de la Iglesia–, nació:
- Guillermo el Conquistador (1027 o 1028-1087), duque de Normandía y rey de Inglaterra.

De Arlette u otra concubina, fue padre de:
- Adelaida de Normandía (c. 1030-1090), que se casó en primer lugar con el conde Enguerrando II de Ponthieu,[15] en segundas nupcias con el conde Lamberto II de Lens, y finalmente con Eudes II de Troyes.[16]

Algunos le atribuyen un casamiento con Estrith, hermana de Canuto II de Dinamarca, pero esto es muy poco probable.